# 谷英典
谷 英典（たに ひでのり、1980年9月5日 - ）は、日本の分子生物学者。横浜薬科大学薬学部生体防御学研究室・准教授。専門は分子生物学。蛍光色素を用いた遺伝子解析技術の開発や、長鎖ノンコーディングRNAの研究で著名な人物であり、数々の受賞歴を有する。主な著作に「隠されていた生命の指令書 - 長鎖ノンコーディングRNA」、「RNA創薬革命 - mRNAワクチンからがん治療薬まで」、「長鎖ノンコーディングRNAが織りなす生体分子ネットワーク」がある。

## 逸話
- 映像記憶の持ち主であることを著書で記している。しかし、その代償に毎晩悪夢に悩まされたとも語られている。
- 中学生のときに行われた知能テストを、時間内にすべて解き終わってしまった経験があり、IQ140以上（それ以上は測定不能）と推定されたことがある。
- 大学受験の際、地方国立大学・医学部の合格が決まっていたが、外科医（東京大学・医学部出身）の伯父のアドバイスにより、早稲田大学・理工学部に進んだことが研究者の第一歩であったことが語られている。

## 略歴・人物
- 1996年4月 - 1999年3月　千葉県立東葛飾高等学校
- 2000年4月 - 2004年3月　早稲田大学理工学部 応用化学科
- 2004年4月 - 2006年3月　早稲田大学大学院 理工学研究科 応用化学専攻 修士課程
- 2006年4月 - 2008年3月　早稲田大学大学院 理工学研究科 応用化学専攻 博士課程
- 博士（工学）2008年3月15日（短期取得）
- 2007年4月 - 2008年3月　日本学術振興会 特別研究員（DC2） 早稲田大学
- 2008年4月 - 2009年3月　日本学術振興会 特別研究員（PD） 早稲田大学
- 2009年4月 - 2012年3月　日本学術振興会 特別研究員（PD） 東京大学
- 2012年4月 - 2016年9月　産業技術総合研究所 研究員
- 2016年4月 - 2023年3月　産業技術総合研究所 主任研究員
- 2023年4月 -　　　　　                  　横浜薬科大学 薬学部 准教授

## 研究分野
- 分子生物学（長鎖ノンコーディングRNA、RNA生物学、RNA創薬など）
- BRIC-Seq法の開発[5]
- HCV RNA helicase阻害剤の発見
- Universal QProbe法の開発[6]
- ABC-PCR、ABC-LAMP法の開発

## 受賞
- 2018年度日本分析化学会 奨励賞（2018年9月13日）
- RNAフロンティアミーティング2010ベストプレゼンテーション賞（2010年9月27日）
- 水野賞（2008年3月25日）
- 古賀憲司褒賞（2005年3月25日）

## 著書・論文

### 論文
- 『Recent Advances and Prospects in RNA Drug Development』（Int J Mol Sci、2024年）
- 『Identification of Two Long Noncoding RNAs, Kcnq1ot1 and Rmst, as Biomarkers in Chronic Liver Diseases in Mice』（Int J Mol Sci、2024年）
- 『Naked-eye detection of specific DNA sequences amplified by the polymerase chain reaction with nanocomposite beads』（Anal Biochem、2021年）
- 『蛍光色素及び修飾核酸を利用した生体分子解析技術の開発とその応用』（分析化学、2019年）
- 『Short-lived long noncoding RNAs as surrogate indicators for chemical stress in HepG2 cells and their degradation by nuclear RNases』（Sci Rep、2019年）
- 『Identification of RNA biomarkers for chemical safety screening in mouse embryonic stem cells using RNA deep sequencing analysis』（PLoS One、2017年）
- 『Short-lived long non-coding RNAs as surrogate indicators for chemical exposure and LINC00152 and MALAT1 modulate their neighboring genes』（PLoS One、2017年）
- 『Long non-coding RNAs as surrogate indicators for chemical stress responses in human-induced pluripotent stem cells』（PLoS One、2014年）
- 『The RNA degradation pathway regulates the function of GAS5 a non-coding RNA in mammalian cells』（PLoS One、2013年）
- 『Identification of hundreds of novel UPF1 target transcripts by direct determination of whole transcriptome stability』（RNA Biol、2012年）
- 『Genome-wide determination of RNA stability reveals hundreds of short-lived non-coding transcripts in mammals』（Genome Res、2012年）
- 『Universal quenching probe system: flexible, specific, and cost-effective real-time PCR method』（Anal Chem、2009年）
- 『Technique for quantitative detection of specific DNA sequences using alternately binding quenching probe competitive assay combined with loop-mediated isothermal amplification』（Anal Chem、2007年）
- 『Quantitative method for specific nucleic acid sequences using competitive polymerase chain reaction with an alternately binding probe』（Anal Chem、2007年）

## 所属学会
- 日本分子生物学会
- 日本RNA学会[7]
- 日本薬学会